# Stadtstatut (Brasilien)
Das Stadtstatut Brasilien (portugiesisch Estatuto da Cidade (Gesetz Nr. 10.257 vom 10. Juli 2001)) ist das brasilianische Rahmengesetz zur Stadtentwicklung. Das Stadtstatut (auch Statut der Stadt genannt) regelt das Kapitel „Stadtpolitik“ (Artikel 182 und 183) der brasilianischen Bundesverfassung von 1988.
Die Entstehung dieses Gesetzes war das Ergebnis langjähriger Bemühungen von vielfältigen urbanen sozialen Bewegungen. Bereits 1988 wurde von Senator Pompeu de Sousa (1914–1991) ein Gesetzesvorschlag anlässlich der konstituierenden Nationalversammlung eingebracht, 1989 dem Bundessenat vorgelegt und im folgenden Jahr der Abgeordnetenkammer zur Verhandlung gebracht. Erneut wurde es von dem ehemaligen Senator Inácio Arruda, Vorsitzender der Stadtentwicklungskommission der Abgeordnetenkammer (Comissão de Desenvolvimento Urbano da Câmara dos Deputados do Brasil), 1999 eingebracht und 2001 von Präsident Fernando Henrique Cardoso unterzeichnet.

## Gliederung
Das Stadtstatut enthält fünf Kapitel:
- (I). Allgemeine Richtlinien (Artikel 1 bis 3);
- (II). Die Instrumente der Stadtpolitik (Artikel 4 bis 38);
- (III). Der Masterplan (Artikel 39 bis 42);
- (IV). Demokratische Verwaltung der Stadt (Artikel 43 bis 45); und
- (V). Allgemeine Bestimmungen (Artikel 46 bis 58).